# Este de la Bahía (área de la Bahía de San Francisco)

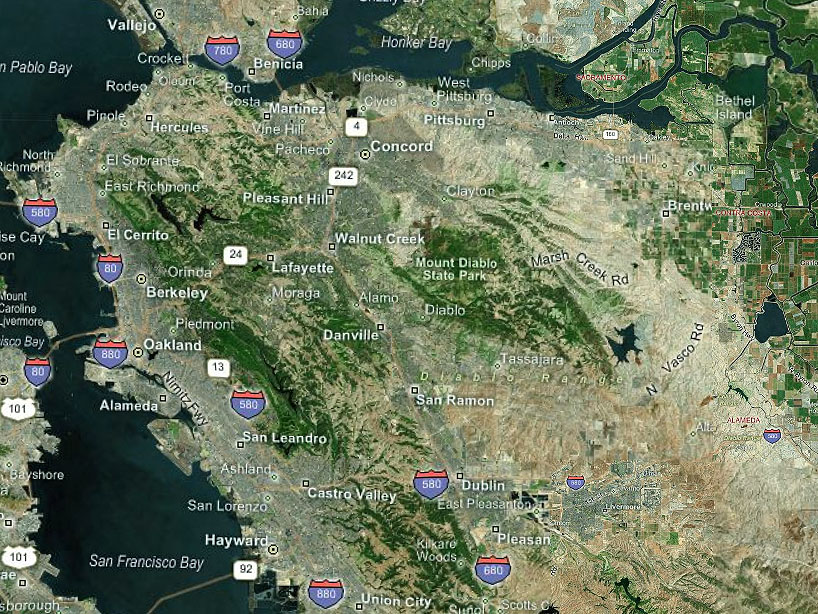
Una imagen satelital del Este de la Bahía.

El Este de la Bahía es una subregión del Área de la Bahía de San Francisco, California, Estados Unidos y comprende tanto el Condado de Alameda y el Condado de Contra Costa. Se encuentra en la costa oriental de la Bahía de San Francisco y la Bahía de San Pablo. ciudades principales del Este de la Bahía incluyen: Oakland, Berkeley, Richmond, Concord, Hayward, Fremont, Livermore y Antioch. 
Las costas del oriente de la Bahía de San Francisco fue una vez conocida como "Contra Costa" (literalmente "frente a la costa"), un nombre que se utiliza ahora para y exclusivamente asociados a la del Condado de Contra Costa, que ocupa la costa Este de la Bahía del norte de la cuarta parte y amplia las zonas interiores, que ascienden a unos la mitad de la superficie terrestre, y el resto en el Condado de Alameda.

## Principales Empleadores
El Este de la Bahía esta en un buen desarrollo y económico, la zona ofrece muchas oportunidades de empleo. Los principales empleadores son los siguientes:
1. Universidad de California, Berkeley, con aproximadamente 20.000 empleados
2. AT&T con alrededor de 11.000 empleados
3. Servicio Postal de los EE. UU., con alrededor de 10.000 empleados
4. Laboratorio Nacional Lawrence Livermore, con aproximadamente 8.750 empleados
5. Chevron Corporation (sede mundial en San Ramón), con 8.730 empleados
6. El Condado de Contra Costa, ofreciendo 8.416 puestos de trabajo
7. Safeway (sede mundial en Pleasanton), con 7.922 empleados
8. Bank of America con 7.081 empleados
9. PG&E que emplean a aproximadamente 5.200 personas
10. New United Motor Manufacturing, Inc. (NUMMI) unos 5.100 empleados
11. Kaiser Permanente (Oakland sede en EE. UU.), con 4.730 empleados
12. Tiendas Lucky con 4.631 empleados
13. Bio-Rad Laboratorios con 4.300 empleados
14. Wells Fargo, con unos 4.000 empleados
15. El Distrito Escolar Unificado de Mount Diablo con 3.700 empleados
16. El Distrito Escolar Unificado de West Contra Costa con 3.360 empleados
17. John Muir Medical Center, con 3.023

Otras compañías incluyen Clorox, Pixar y Contra Costa Newspaper de todos los que tienen su sede en el Este de la Bahía.

## Ciudades
A excepción de sus montañas y colinas, que siguen siendo subdesarrolladas y algunas tierras de cultivo en el este de Contra Costa y Alameda, el Este de la Bahía es muy urbanizada. La costa Este de la Bahía es un corredor urbano con varias ciudades superiores a 100.000 habitantes, incluyendo, Oakland, Hayward, Fremont, Richmond y Berkeley. En el interior de los valles atravesando el lado este de Berkeley Hills, la tierra está bastante desarrollada, pero hay zonas que todavía están en rápido crecimiento, especialmente en la franja oriental del condado de Contra Costa y la zona de Tri-Valley. En el interior de los valles, las viviendas tienden a ser más de cercanías, la menor densidad de población y las ciudades más pequeñas. Las únicas ciudades superiores a 100.000 habitantes en el interior de valles son Antioch y Concord.
Las ciudades que incluyen en el Este de la Bahía son:
- Alameda
- Álamo (Comunidad no incorporada)
- Albany
- Antioch

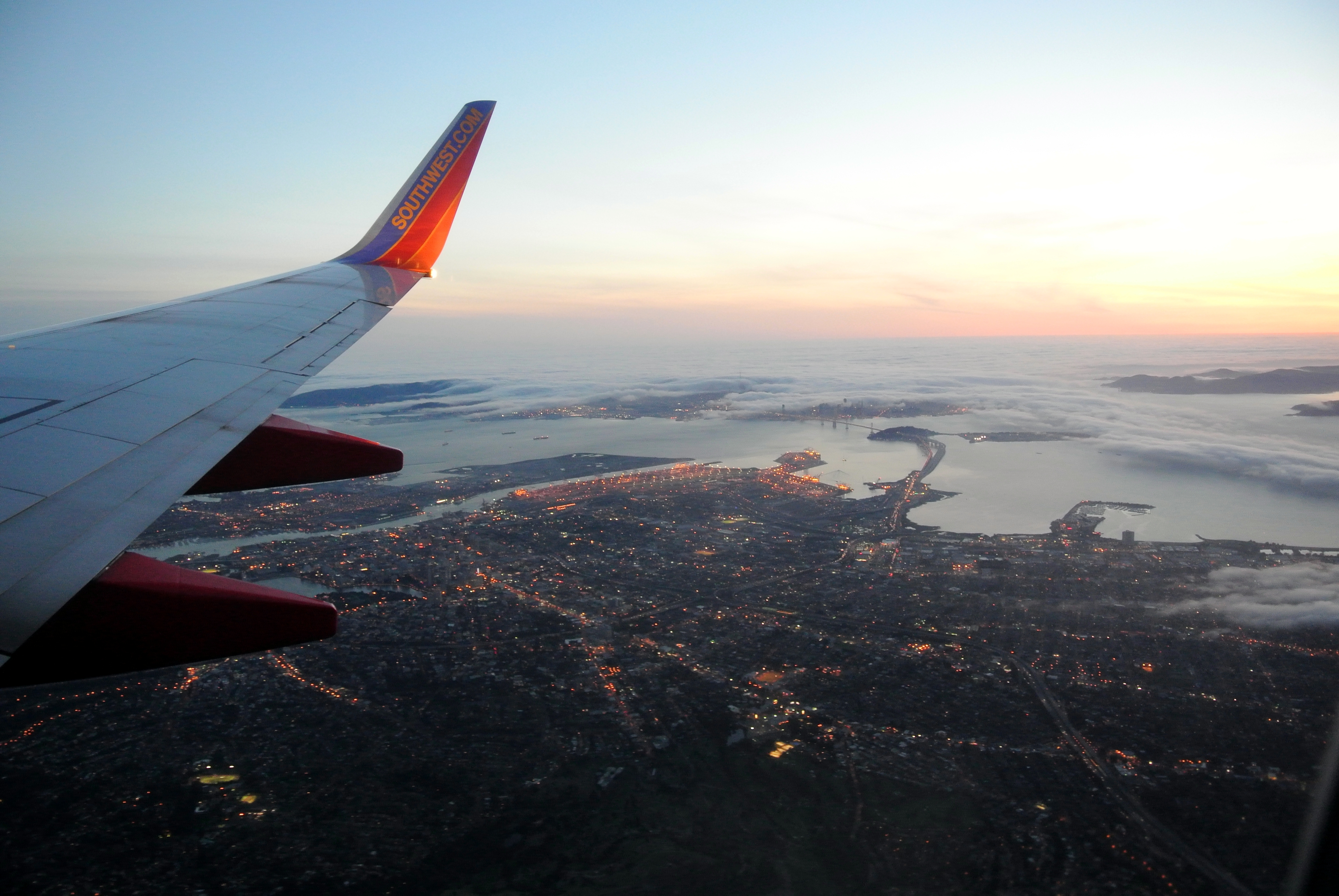
Berkeley, Emeryville, Oakland, Alameda y al segundo plano Bay Bridge

- Bay Point (Comunidad no incorporada)
- Berkeley
- Brentwood
- Canyon (Comunidad no incorporada)
- Castro Valley (Comunidad no incorporada)
- Clayton
- Concord
- Danville
- Dublín
- El Cerrito
- El Sobrante (Comunidad no incorporada)
- Emeryville
- Fremont
- Hayward
- Hercules
- Kensigton (Comunidad no incorporada)
- Lafayette
- Livermore
- Martínez
- Moraga
- Newark
- North Richmond (Comunidad no incorporada)
- Oakland
- Oakley
- Orinda
- Pacheco
- Piedmont
- Pittsburg
- Pinole
- Pleasant Hill
- Pleasanton
- Richmond
- Rodeo (Comunidad no incorporada)
- Saranap (Comunidad no incorporada)
- San Leandro
- San Lorenzo (Comunidad no incorporada)
- San Ramón
- San Pablo
- Sunol (Comunidad no incorporada)
- Union City
- Walnut Creek

- Datos: Q2617944